# New Zealand Football
A New Zealand Football (em maori: Aotearoa Hutupaoro) é a entidade máxima e órgão dirigente do futebol na Nova Zelândia. Fundada em 1891, como New Zealand Soccer Association, é responsável pela organização de campeonatos de alcance nacional. Também administra a Seleção Nacional e a Seleção Neozelandesa de Futebol Feminino. Ela organiza a Campeonato Neozelandês de Futebol. Duas equipes da Nova Zelândia, Auckland FC e Wellington Phoenix FC, que jogam no Campeonato Australiano de Futebol, também estão sob a jurisdição da New Zealand Football

## Desligamento da OFC e ingressão a CONMEBOL
Em janeiro de 2013, membros do Comitê Executivo da FIFA se reuniram em reunião privada pelo presidente a entidade, Joseph Blatter, para discutir um possível desligamento da Confederação de Futebol da Oceania (OFC) e possível filiação a Confederação Sul-Americana de Futebol (CONMEBOL), ou possível afiliação à Confederação Asiática de Futebol (AFC) para ampliação e melhoria do futebol do país, tornando-o mais competitivo e visto no mercado futebolístico, disputando mais jogos contra seleções que usualmente disputam a Copa do Mundo. Após a reunião, Blatter disse que a ideia foi "ratificada", mas precisava de alguns ajustes.
Mas em junho do mesmo ano, o executivo-chefe da Federação da Nova Zelândia, Andy Martin, disse que sua administração por enquanto, não tem planos de promover o futebol da Nova Zelândia para outras confederações, o que significa que a Nova Zelândia deve permanecer na Confederação de futebol da Oceania. 
Com a ampliação do número de vagas para a Copa do Mundo de Futebol a partir de 2026, a Confederação de Futebol da Oceania (OFC) enfim ganhou uma vaga direta para o torneio, o que provavelmente fará com que a seleção neozelandesa continue na OFC e desista de uma possível mudança para outra confederação.